# Lindia euchromatica
Lindia euchromatica is een raderdiertjessoort uit de familie Lindiidae. De wetenschappelijke naam van deze soort is voor het eerst geldig gepubliceerd in 1938 door Edmondson.